# Kuckstein

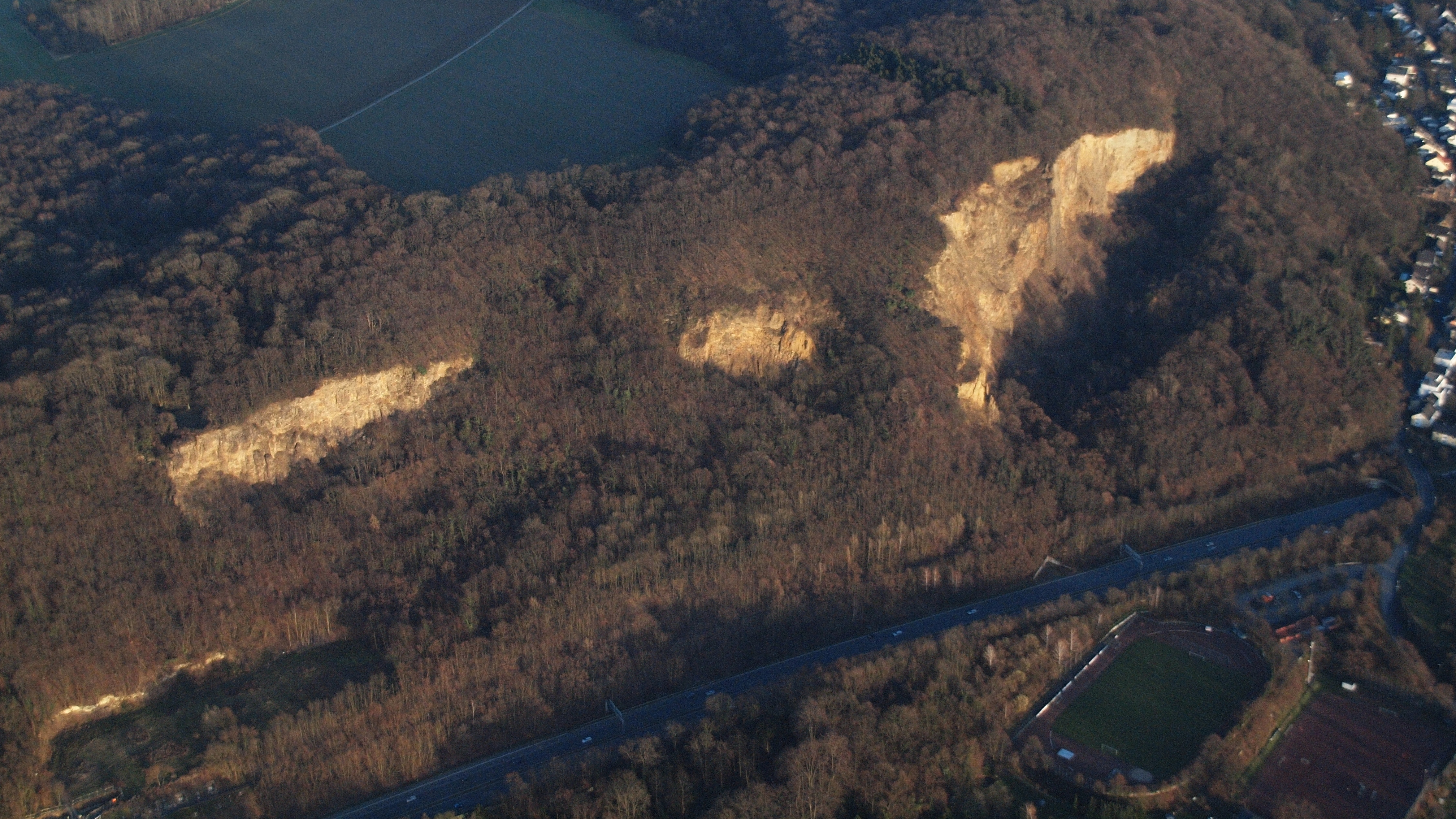
Luftaufnahme von Kuckstein (rechts) und Rabenlay. Im Hintergrund ein Acker von Oberholtorf

Der Kuckstein ist ein Berg des das Siebengebirge nach Norden abdachenden Ennert. Er liegt östlich des rechtsrheinischen Bonner Ortsteils Oberkassel und nördlich des zu Königswinter gehörenden Römlinghovens. Seine Höhe beträgt 190 m über NN.
Direkt nordwestlich benachbart liegt die Rabenlay, als deren Teil der Kuckstein oftmals aufgefasst wird, östlich etwas weiter entfernt der Paffelsberg.
Bis 1930 wurde an der Rabenlay und am Kuckstein Basalt abgebaut, davon zeugen heute die markanten Felswände. Dabei wurde am Kucksteiner Steinbruch Stingenberg 1914 das Doppelgrab von Oberkassel entdeckt. Wie seine Nachbarin ist der Kuckstein ein beliebter Aussichtspunkt für Bonn und das Rheintal.
Die unterhalb des Kucksteins gelegenen Blockhalden sind ein hochspezialisiertes Biotop, in dem u. a die bedrohte Zippammer brütet und mit Schlingnatter, Ringelnatter, Blindschleiche, Zaun- und Mauereidechse eine vielfältige Reptilienfauna lebt.